# 15351 Yamaguchimamoru
15351 Yamaguchimamoru è un asteroide della fascia principale. Scoperto nel 1994, presenta un'orbita caratterizzata da un semiasse maggiore pari a 2,4189392 UA e da un'eccentricità di 0,2195655, inclinata di 10,03178° rispetto all'eclittica.